# دانيال بيرك
دانيال بيرك (بالإنجليزية: Daniel Burke)‏ هو شخصية أعمال أمريكي، ولد في 4 فبراير 1929 في ألباني في الولايات المتحدة، وتوفي في 26 أكتوبر 2011 في ري في الولايات المتحدة بسبب السكري.